# Hegedűs Károly
Hegedűs Károly (Szatmár, 1849. május 4. – Budapest, Józsefváros, 1925. február 13.) gépészmérnök, királyi tanácsos, az Állami Középipartanoda igazgatója és a magyar királyi technológiai iparmúzeum főigazgatója Budapesten.

## Életútja
Apja, Hegedűs Károly iparos, anyja Halmi Erzsébet volt. A középiskola hat osztályát a helybeli református gimnáziumban, a két felső osztályt pedig Debrecenben, a református kollégiumban 1869-ben végezte. Felsőbb tanulmányait a Magyar Királyi József Műegyetem gépészmérnöki szakosztályában folytatta, ahol az első év végén versenyvizsgálat alapján állami ösztöndíjat kapott és később még gőzmalom tervezetével pályadíjat is nyert. Mint okleveles gépészmérnök 1874-ben gyakorlatra az akkori magyar északkeleti vasút műhelyszolgálati osztályába lépett, ahol két évig működött. 1876 májusában a kormány állami ösztöndíjjal kiküldte Ausztriába és Németországba a vasipar és az ipari szakoktatás tanulmányozására. Azután megbízást nyert, hogy tanulmányait Svájcban, Franciaországban, Belgiumban és Angliában folytassa és az 1878. évi párizsi nemzetközi kiállításon fejezze be. Ugyanezen év júliusában visszaérkezett és Trefort Ágoston miniszter megbízásából a magyarországi ipar-szakoktatás szervezésére tervezetet készített. 1879 októberében kinevezték a Budapesten felállítandó Állami Középipartanoda igazgatójává, amely intézet másfél hónappal később, december 7-én nyílt meg. Ezután összes tevékenységét ezen intézet és 1884. júliustól pedig az azzal egyesített magyar királyi technológiai iparmúzeum szervezése, kifejlesztése és a hazai ipari szakoktatás szervezésével való közreműködés vette igénybe. A kormány megbízásából több iparoktatási ügyben adott szakvéleményt és részt vett az ipariskolák szervezeti szabályzatának és tantervének kidolgozásában is; ezen munkásságát folytatta az országos közoktatási s iparoktatási tanácsban is. 1892. május 5-én az uralkodó a királyi tanácsosi címmel tüntette ki.
Cikkeket írt a gépészet, a vasipar, az ipari szakoktatás köréből és jelentéseket az ipar-kiállításokról a Magyar Mérnök- és Építészegylet Közlönyébe (1875–1880), a Magyar Iparba és a Techn. Lapokba (1890) és két intézete évi Jelentéseibe.
Szerkesztette 1887-88-től a JeIentést a m. kir. technologiai iparmúzem évi működéséről (ezekben cikkei: I. 1887. Jelentése az 1887. krakkói országos kiállításról, II. 1889. Beszéde a m. kir. technologiai iparmúzeum megnyitása alkalmával Kolozsvárt, 1888. december 27. stb.)

## Munkája
- A fém- és vasipar. Budapest, 1874. (Hivatalos Jelentés a Párisban tartott egyetemes kiállításról X. 1.)